# 鸡毛信
鸡毛信是指需要紧急传送的特殊公文或信件，通常在信上附上鸡毛以示区别。在中国抗日战争时期为华北地区的抗日军民广泛使用。

## 相关文化
- 作家华山创作的小说《鸡毛信》。
- 1954年中華人民共和國电影《鸡毛信》，根据华山的小说改编而成，導演是石挥，編劇是张骏祥，該電影讲述的是第二次中日战争期间，一个小男孩在躲避日本皇军的同时，通过自己的智慧向八路军匯報機密信息。